# Norah Elam
Norah Elam, auch Norah Dacre Fox, geborene Norah Doherty (* 5. März 1878 in Blackrock, Dublin; † 2. März 1961 in London), war eine in Irland geborene britische Suffragette, Antivivisektionistin und Faschistin.

## Leben
Elam wurde als Tochter von John Doherty (1849–1929), einem Teilhaber einer Papierfabrik, und Charlotte Isabel Clarke (1849–1924) in Dublin geboren. Elam hatte zwei ältere Schwestern aus der ersten Ehe des Vaters und sechs jüngere Brüder. Die Familie zog nach England und lebte 1891 in London. Elam heiratete 1909 Charles Richard Dacre Fox.
Elam wurde ein prominentes Mitglied der Women’s Social and Political Union (WSPU) und war ab 1913 Generalsekretärin der WSPU. Sie war eine effektive Propagandistin, hielt mitreißende Reden bei den wöchentlichen WSPU-Treffen und schrieb viele der Reden von Christabel Pankhurst.
Im Mai 1914 belagerten Elam und Flora McKinnon Drummond die Häuser von Edward Carson und Henry Petty-FitzMaurice, beide prominente Ulster Unionist-Politiker, die zu militanten Aktionen in Ulster gegen die Home Rule Bill aufgerufen hatten, das zu der Zeit im Parlament verhandelt wurde. Drummond und Elam wurden vorgeladen, vor dem Magistraten zu erscheinen, weil sie „aufhetzende Reden“ gehalten und Frauen zur Militanz ermutigt hätten. Ihre ironische Antwort gegenüber den Journalisten war, dass sie dachten, sie suchten bei Carson und Petty-FitzMaurice Zuflucht, da diese ebenfalls Reden gehalten und zur Militanz in Irland ermutigt hatten, aber anscheinend vor Eingriffen der Behörden sicher wären. Beide Frauen erschienen vor dem Magistrat, wurden zu Haftstrafen verurteilt und ins Holloway Prison gebracht, wo sie sofort Hunger- und Durststreiks begannen und Zwangsernährung erduldeten.
Von Mai bis Juli 1914 wurde sie dreimal Holloway Prison für „Terrorakte“ inhaftiert. Elam erhielt später wie viele andere Suffragetten von der WSPU die sogenannte „Hungerstreikmedaille“ For Valour verliehen. Als sich am Ende des Krieges die WSPU auflöste, trat sie keiner der Nachfolgeorganisationen bei.
Bei den Britischen Unterhauswahl 1918 kandidierte sie als unabhängige Kandidatin im Londoner Wahlkreis Richmond; sie erhielt 20 % der Stimmen, wurde aber nicht gewählt. Im selben Jahr setzte sie sich in Zusammenarbeit mit der British Empire Union (BEU), im Krieg als Anti-German Union gegründet, und der National Party, einer rechten Abspaltung der Konservativen, für die Internierung feindlicher Ausländer ein.
Elam war Mitglied der London and Provincial Anti-Vivisection Society (LPAVS). In den Jahren 1916 und 1917 hatte Elam als Supervisor eines Schreibpools beim Medical Research Council (MRC) gearbeitet und dabei Informationen gesammelt, die sie in Artikeln verwendete, die 1934 und 1935 unter der Schirmherrschaft der LPAVS veröffentlicht wurden. Im März 1921 warb Elam in der Times für ein öffentliches Treffen der LPAVS unter ihrer Leitung in der Aeolian Hall in London, um über die Dog’s Bill, ein Gesetz zur Verhinderung der Vivisektion von Hunden, zu diskutieren, das damals im Parlament debattiert wurde. 1932 hatte das MRC ein Papier mit dem Titel Vitamins, A Survey of Present Knowledge veröffentlicht. Elams Antwort von 1934 trug den Titel The Vitamin Survey, A Reply und war eine kritische Bewertung dieser Arbeit und ihrer Ergebnisse. Dies wurde 1935 durch The Medical Research Council, What it is and how it works ergänzt, das auf denselben Argumenten über die Forschungspraxis und die Aufgaben des MRC basierte wie das erste Papier, aber umfassender und schlüssiger argumentiert war. Elams Argument war dabei, dass „mächtige Interessengruppen“ es geschafft hätten, sich hinter „staatlich geförderter Forschung“ zu verschanzen und sich unantastbar zu machen. Diese Papiere wurden weit verbreitet und Exemplare waren in Bibliotheken im ganzen Vereinigten Königreich zu finden.
In den 1930er Jahren hatte sie sich von ihrem Ehemann getrennt und lebte mit Edward Descou Dudley Vallance Elam (1874–1948) zusammen, dessen Nachnamen sie annahm. Sie lebten in Sussex, wo sie in der örtlichen Konservativen Partei aktiv waren. Sie wechselten jedoch bald nach der Gründung der British Union of Fascists (BUF) von Oswald Mosley im Jahr 1932 zu dieser und Elam wurde in der Frauenabteilung der BUF prominent. In dieser Zeit traf sie auf Wilfred Risdon, Propagandachef der Partei von 1933 bis 1934, der später auch ein Kollege in der LPAVS war. Sie war eine häufige Autorin von Beiträgen in der faschistischen Presse und wurde im November 1936 als potenzielle Parlamentskandidatin der BUF für den Wahlkreis Northampton vorgeschlagen, aber während des Zweiten Weltkriegs fanden keine Parlamentswahlen statt. Mosley nutzte ihre Vergangenheit als Suffragette, um die Kritik zu entkräften, dass der Nationalsozialismus antifeministisch sei, und sagte, dass ihre potenzielle Kandidatur „für alle Zeiten die Unterstellung beseitige, dass der Nationalsozialismus vorschlagen würde, britische Frauen zurück ins Haus zu schicken“.
Im Mai 1940 wurden Norah und Dudley Elam gemäß der Defence Regulation 18B, einer der Verordnungen im Rahmen der Kriegs-Notgesetzgebung, inhaftiert und sie wurde zusammen mit mehreren anderen weiblichen Faschisten, darunter Diana Mosley, im Holloway Prison interniert. Nach ihrer Freilassung begleiteten Norah und Dudley Elam Unity Mitford am 18. März 1943, um Diana und Oswald Mosley im Holloway Prison zu besuchen.
Gegen Ende des Zweiten Weltkriegs zogen Norah und Dudley Elam in ein Cottage in Twickenham und engagierten sich nicht mehr öffentlich politisch. Elam starb 1961 im West Middlesex Hospital.
Elam hatte mit Dudley Elam einen Sohn Evelyn Anthony Christopher, geboren 1922, als sie noch mit Dacre Fox verheiratet war. Ihre Enkelin, Angela McPherson, beschrieb in einer BBC Radio 4-Dokumentation von 2010 unter dem Titel Mother Was a Blackshirt, dass sie bis 2002 keine Ahnung von der Rolle Elams in der faschistischen Bewegung hatte. McPherson wusste, dass Elam eine Suffragette gewesen war, die behauptete, den Pankhursts nahe gewesen zu sein. McPherson meinte, dass sie unbewusst störende Erinnerungen an die Geschichten, die ihre Großmutter ihr als Kind erzählte und die ihre Familie beeinflussten, weggeblockt hatte. Sie kam in dem BBC-Interview zu dem Schluss, dass Elam eine „schreckliche Rassistin“ gewesen war, die ihren Sohn emotional beschädigte und ihn in eine „tyrannische frauenfeindliche Kopie“ ihres eigenen Vaters verwandelte. Susan McPherson und Angela McPherson veröffentlichten 2011 eine Biografie, Mosley’s Old Suffragette.